# Loukino
 (juin 2023).
Loukino (Лукино́) est une commune urbaine de type bourg ouvrier située en Russie dans le raïon (arrondissement) de Balakhna du gouvernement de Nijni Novgorod. C'est le siège administratif de l'entité municipale intitulée bourg de Maloïe Kozino. Elle comptait 3 654 habitants en 2010. Un certain nombre d'entre eux travaillent dans la grande ville voisine de Nijni Novgorod.

## Géographie
Loukino se trouve à 29 km au nord-ouest de Nijni Novgorod et à 6 km au sud-est du chef-lieu d'arrondissement, Balakhna, près de la Volga.

## Histoire

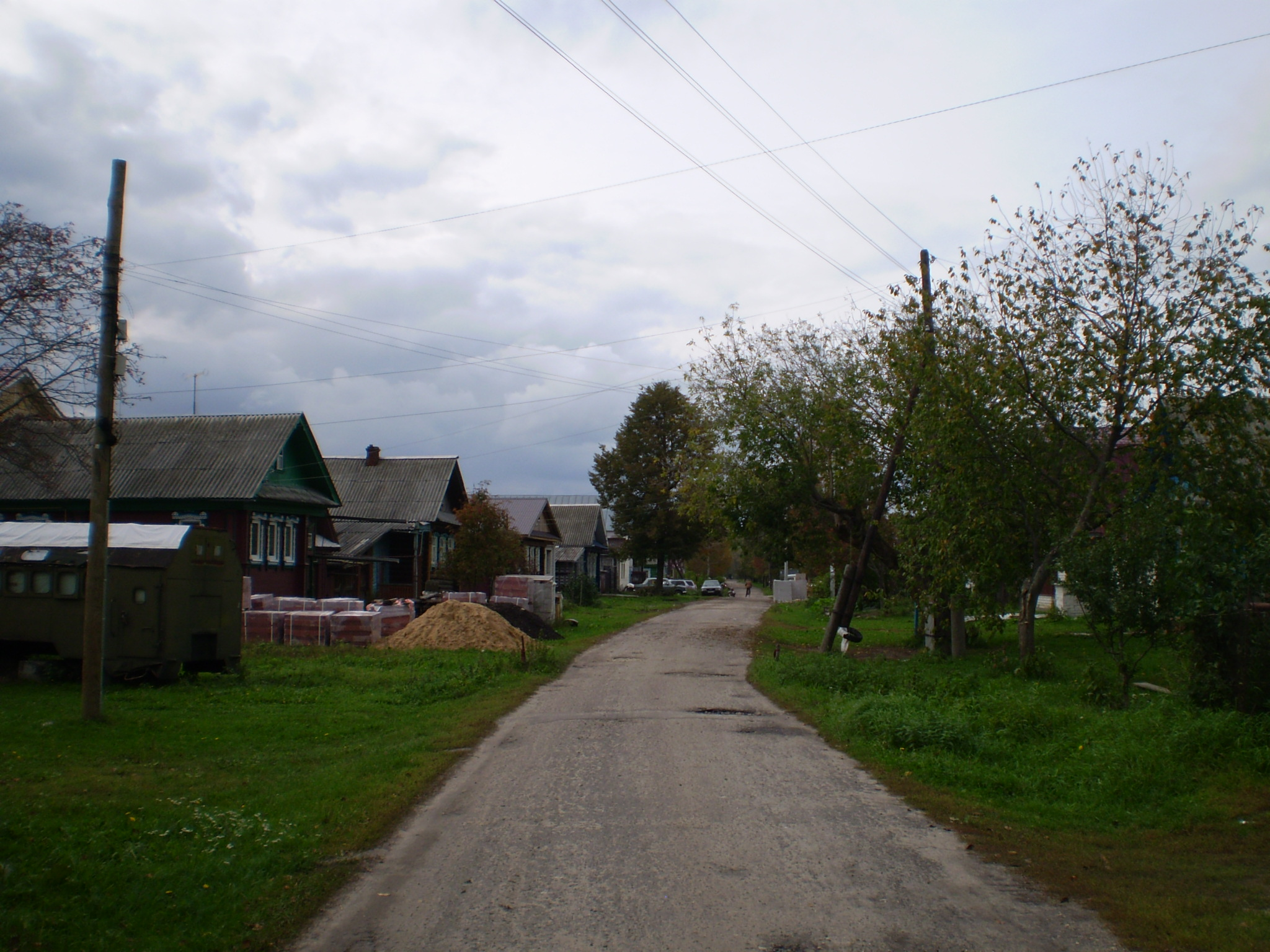
Rue de la Coopérative.

La première mention écrite du village date de 1582, comme village sur la rivière Mitiana. L'école de zemtsvo du village est construite au début des années 1890. En 1925, la construction du Boumkombinat commence sur le territoire de la ville de Balakhna. Pour la commodité des communications de transport entre Boumkombinat et Nijni Novgorod et d'autres villes, un chemin de fer est construit, et un peu plus tard une autoroute. Le village a commencé à être rapidement peuplé. L'électricité, la radio apparaissent à Loukino, un grand magasin d'alimentation s'ouvre. En 1932, par décision du Présidium du Comité exécutif central panrusse « Sur un changement partiel de la division administrative du territoire de Nijni Novgorod », Maloïe Kozino et les villages périphériques de
Loukino, Pyra-Paromikha, Alechino et Rogojino deviennent une municipalité ouvrière et le conseil de Maloïe Kozino est formé.
En janvier 1961, une nouvelle école est ouverte, ainsi qu'un grand magasin. Le village dispose de deux dispensaires d'accouchement et de médecine de campagne, une caisse d'épargne, une bibliothèque, une nouvelle entreprise forestière, etc. Dans la période de 1985 à 1993, un vaste programme de développement socio-économique du village est réalisé : gazéification, construction et asphaltage des routes le long des rues, construction du magasin Doubki, du dispensaire Doubki de l'usine métallurgique Gorki. Le microdistrict d'immeubles résidentiels s'agrandit, une nouvelle cantine et une bibliothèque apparaissent.
Le village obtient le statut de commune urbaine en 1991.

## Église de Loukino
L'église du village est démolie sous l'ère soviétique. Le 30 décembre 2010, l'archevêque Georges de Nijni Novgorod bénit la première pierre de l'église consacrée à Notre-Dame de Kazan, alors que les fondations sont déjà en place. Le 28 août 2012, la coupole et la croix sont placées et bénies. Elle dépend du doyenné de Balakhna de l'éparchie de Nijni Novgorod.